# Енсо
Енсо (円相 , "круг"), у зену, је круг који се црта из једног или два потеза четкицом како би се изразио тренутак када је ум слободан да дозволи телу да ствара.

## Опис
Енсо симболизује апсолутно просветљење, снагу, елеганцију, универзум и му (празнину). Карактерише га минимализам рођен из јапанске естетике.
Цртање Енсо-а је дисциплинована креативна пракса јапанског сликања мастилом - суми-е (墨絵 „сликање мастилом“). Алат и механика цртања Енсо-а исти су као и они који се користе у традиционалној јапанској калиграфији: користи се четкица (筆 фуде) за наношење мастила на ваши (танки јапански папир).
Круг може бити отворен или затворен. У првом случају, круг је непотпун, омогућава кретање и развој, као и савршенство свих ствари. Зен практичари везују идеју са ваби-саби-јем, лепотом несавршености. Кад се круг затвори, он представља савршенство.
Обично особа црта енсо једним течним, изразитим потезом. Када се црта по сошо-у (草書) стилу јапанске калиграфије, потез четкице је посебно брз. Једном када је енсо нацртан, не мења се. Енсо доказује карактер свог творца и контекст његовог стварања у кратком, непрекидном периоду. Цртање је духовна пракса коју човек може изводити онолико често колико једном дневно.
Ова духовна пракса цртања енсо-а или писања јапанске калиграфије за самоостварење назива се хицузендо (筆 禅 道 „пут четкице“). Енсо приказује различите димензије јапанске перспективе ваби-саби-ја и естетике: Фукинсеи (асиметрија, неправилност), кансо (једноставност), коко (основно; оштећено), шизен (без претензије; природно), југен (изразито дубока грациозност), дацузоку (слобода) и сеиџаку (спокојство).

## Употреба енсо-а ван зен будизма
- Између 1995. и 2006. године, компанија Lucent Technologies је користила црвени логотип, који је дизајнирао Landor Associates,[2] за преношење креативности и хитности.[3]
- Књига филозофа Џозефа Кембела, The Hero with a Thousand Faces, на свом омоту носи овај симбол који представља креативност и неспутану слободу изражавања у уметности и књижевности.
- Могуће је да је дизајн корпоративног седишта Епл парк, компаније Епл инспирисан енсо-ом[4]
- AMD користи енсо у маркетингу својих процесора Ryzen са Зен микроархитектуром.
- HSBC банка је објавила картицу под називом zero која као лого користи енсо.